# 菊地健次郎
菊地 健次郎（きくち けんじろう、1947年（昭和22年）1月26日 - ）は、日本の政治家。元宮城県多賀城市長（4期）、元宮城県議会議員（3期）、元多賀城市議会議員（2期）。

## 来歴
宮城県塩竈市出身。東北学院榴ケ岡高等学校、中央大学法学部卒業。不動産会社に勤務。多賀城市議会議員を2期務める。
1995年（平成7年）、宮城県議会議員選挙に無所属で立候補し初当選した。その後、自由民主党に所属した。2003年（平成15年）に3選。
2006年（平成18年）8月6日に行われた多賀城市長選挙に立候補。3新人を相手に戦い初当選を果たした。8月28日、市長就任。2018年（平成30年）に4選。
2020年（令和2年）8月28日に健康上の不安を理由に辞任を表明。9月8日に辞表を市議会議長に提出し、10月9日付で辞職した。

## 事件
2020年（令和2年）2月4日、多賀城市水道事業発注の配水管移設工事の入札を巡り、予定価格を受注業者に漏らしたとして、同市水道事業管理者の佐藤敏夫が官製談合防止法違反と公競売入札妨害の疑いで逮捕された。また、落札した長尾設備の社長も逮捕された。佐藤は2011年（平成23年）3月末に多賀城市役所を定年退職し、同年5月に市水道事業管理者に就任していた。2020年6月17日、検察側は佐藤に懲役2年、追徴金17万3千円、会社社長に懲役1年6月を求刑し結審した。
同年7月17日、市議会全員協議会で菊地は「任命したのは私であり、責任を重く受け止めている。大変申し訳ございませんでした」と謝罪し、8月と9月の給与を50％減額すると発表した。